# Слинченко, Алевтина Алексеевна
Алевтина Алексеевна Слинченко (род. 30 сентября 1975, Тирасполь, Молдавская ССР, СССР) — экономист, юрист, государственный и политический деятель Приднестровской Молдавской Республики. Министр экономического развития Приднестровской Молдавской Республики с 18 ноября 2014 по 18 февраля 2016 (и. о. 31 декабря 2011 — 24 января 2012, 28 октября — 18 ноября 2014). Первый заместитель Председателя Правительства Приднестровской Молдавской Республики с 18 февраля 2016 по 3 октября 2017.

## Биография
Родилась 30 сентября 1975 в городе Тирасполь Молдавской ССР (ныне столица непризнанной Приднестровской Молдавской Республики).

### Образование
В 1997 окончила экономический факультет Приднестровского государственного университета имени Т. Г. Шевченко.
С 2005 по 2012 училась в Тираспольском филиале Одесской национальной юридической академии, окончила с присвоением степени «магистр права».

### Трудовая деятельность
Трудовая деятельность началась в Министерстве экономики Приднестровской Молдавской Республики.
С сентября 1997 работала специалистом Главного управления экспертизы нормативных актов и правового обеспечения реформ, занималась преподавательской деятельностью в Приднестровском государственно-корпоративном университете имени Т. Г. Шевченко на кафедре «Экономика и управление предприятиями отраслей народного хозяйства».
С 1999 по апрель 2000 — заместитель начальника Управления экономико-правовой информации Министерства экономики Приднестровской Молдавской Республики.
С апреля по декабрь 2000 — заместитель начальника отдела Управления реформирования развития производственного потенциала, заместитель начальника Управления реформирования производственного потенциала и инфраструктуры Министерства экономики Приднестровской Молдавской Республики.
С декабря 2000 по 2007 — начальник Государственной службы макроэкономической политики и оценочной деятельности Приднестровской Молдавской Республики.
С 2007 по февраль 2012 — заместитель министра экономики Приднестровской Молдавской Республики.
С февраля 2012 по 18 ноября 2014 — первый заместитель министра экономического развития Приднестровской Молдавской Республики.
С 28 октября 2014 по 18 ноября 2014 — исполняющая обязанностей министра экономического развития Приднестровской Молдавской Республики.
С 18 ноября 2014 по 18 февраля 2016 — министр экономического развития Приднестровской Молдавской Республики.
C 18 февраля 2016 по 3 октября 2017 — первый заместитель Председателя Правительства Приднестровской Молдавской Республики. С 16 декабря 2016 по 15 февраля 2017 — временно исполняющая обязанности первого заместителя Председателя Правительства.
С 4 октября 2017 — первый заместитель министра экономического развития Приднестровской Молдавской Республики.

## Семья
Замужем, есть сын. Разведена есть дочь

## Награды
- Медаль «За отличие в труде»
- Медаль «За трудовую доблесть»
- Медаль «За безупречную службу» III  степени
- Заслуженный экономист Приднестровской Молдавской Республики